# REO 스피드왜건
REO 스피드왜건(REO Speedwagon)은 미국 중서부 일리노이주 출신의 록 밴드이다. 1967년에 만들어졌으며 1970년대 동안에 많은 인기를 끌다가 1980년도 초에 최고의 인기를 누렸다. REO 스피드웨건의 'Keep On Loving On You' 곡과 'Can't Fight This Feeling', 이 두 개의 곡들은 이들의 불후의 명곡들로 뽑히기도 한다. 1981년도 《Hi Infidelity》 앨범은 이 밴드의 가장 성공적인 앨범으로, 빌보드 앨범챠트에서 15주 동안 1위를 유지 하였으며  미국에서만 1천만장이상의 앨범이 판매되었다.

## 음반 목록
스튜디오 음반
- R.E.O. Speedwagon (1971)
- R.E.O./T.W.O. (1972)
- Ridin' the Storm Out (1973)
- Lost in a Dream (1974)
- This Time We Mean It (1975)
- R.E.O. (1976)
- You Can Tune a Piano, but You Can't Tuna Fish (1978)
- Nine Lives (1979)
- Hi Infidelity (1980)
- Good Trouble (1982)
- Wheels Are Turnin' (1984)
- Life as We Know It (1987)
- The Earth, a Small Man, His Dog and a Chicken (1990)
- Building the Bridge (1996)
- Find Your Own Way Home (2007)[1]
- Not So Silent Night ... Christmas with REO Speedwagon (2009)